# Brotheas noguerai
Espèce
Brotheas noguerai est une espèce de scorpions de la famille des Chactidae.

## Distribution
Cette espèce est endémique du Bolívar au Venezuela. Elle se rencontre vers Piar.

## Étymologie
Cette espèce est nommée en l'honneur de Félix Nogueira.

## Publication originale
- González-Sponga, 1993 : Arácnidos de Venezuela. Cinco nuevas especies del Parque Nacional Canaima, Edo. Bolívar (Scorpionida: Chactidae). Boletín de la Academia de Ciencias Físicas, Matemáticas y Naturales de Venezuela, vol. 53, no 173/174, p. 77-100.